# Reinhard Genzel
Reinhard Genzel FRS (Bad Homburg vor der Höhe, 24 de março de 1952) é um astrofísico alemão. É diretor do Instituto Max Planck de Física Extraterrestre.
Em 2020, ele foi laureado com o Prêmio Nobel de Física, junto com Andrea Ghez, "pela descoberta de um objeto compacto supermassivo no centro de nossa galáxia". A outra metade foi concedida a Roger Penrose.